# Melhania suluensis
Melhania suluensis är en malvaväxtart som beskrevs av Gerstner. Melhania suluensis ingår i släktet Melhania och familjen malvaväxter. Inga underarter finns listade i Catalogue of Life.